# Wayne Thiebaud
Wayne Thiebaud (Mesa, 15 novembre 1920 – Sacramento, 25 dicembre 2021) è stato un pittore statunitense.

## Biografia
Nato e cresciuto in una famiglia di mormoni, Thiebaud ha studiato arte commerciale presso la Long Beach Polytechnic High School e il Los Angeles Trade-Technical College (allora Frank Wiggins Trade School) trovando anche lavoro come apprendista presso i dipartimenti di animazione dei Walt Disney Studios di Burbank. Successivamente, ha svolto diversi lavori fra cui quelli di grafico commerciale, illustratore e direttore pubblicitario a New York e in California ed è entrato nell'esercito statunitense lungo il periodo della Seconda guerra mondiale prima di intraprendere la carriera pittorica nel 1947. Fra il 1949 e il 1953 si è diplomato alla San José State University e alla California State University di Sacramento.
Nel 1951 ha allestito la sua prima personale presso la Crocker Art Gallery (oggi Crocker Art Museum) di Sacramento mentre lungo i dieci anni seguenti ha diretto alcuni film didattici. Ha anche lavorato come insegnante di arte presso il Sacramento Junior College (1951-61) e all'Università della California di Davis (1960-76). Nel 1967 ha rappresentato gli Stati Uniti durante la rassegna della Biennale di San Paolo, in Brasile, mentre nel 1972 ha partecipato al Documenta 5 di Kassel, in Germania. Nel 1985, il San Francisco Museum of Art ha tenuto una grande retrospettiva della sua carriera. Nel 1994 ha ricevuto la National Medal of Arts. mentre nel 2005 la sua opera Two Jackpots è stata venduta all'asta per oltre sei milioni di dollari statunitensi. Thiebaud è morto nel 2021 all'età di 101 anni.

## Stile e tecnica
L'arte di Thiebaud, che si caratterizza per la pittura densa, sensuale e dai colori brillanti e pastosi, nonché per le ombre molto definite, ritrae spesso oggetti quotidiani quali dolci (torte, pasticcini, gelati, caramelle) e cosmetici senza disdegnare la ritrattistica e la pittura di paesaggi urbani e non. Adopera il colore per ricreare la superficie e i colori dei suoi soggetti adoperando a volte un coltello come per mettere la glassa sui dolci da lui raffigurati. Secondo le parole dell'artista, le sue moderne nature morte sono composte di "oggetti che penso siano stati trascurati. Forse un mucchio di lecca lecca non è mai sembrato degno di essere dipinto a causa dei suoi riferimenti banali". Molti dei soggetti che ritrae sono quelli che, da adolescente, non ha potuto permettersi di comprare e che ha visto esposti oltre il vetro riflettente delle vetrine dei negozi. Fra le fonti di ispirazione dell'artista vi sono gli espressionisti astratti e, a partire dagli anni cinquanta, anche la pittura di Willem de Kooning e David Park. Molti hanno associato l'artista alla pop art per la sua abitudine di raffigurare elementi tipici della cultura di massa in modo inespressivo e frontale. Tuttavia, alcuni hanno asserito che non appartiene a quella corrente in quanto, a differenza degli artisti pop, non ha mai raffigurato soggetti mediatici e ha trascurato la tecnica dell'hard edge painting.